# Комерс (Тексас)
Комерс (енгл. Commerce) град је у америчкој савезној држави Тексас. По попису становништва из 2010. у њему је живело 8.078 становника.

## Демографија
Према попису становништва из 2010. у граду је живело 8.078 становника, што је 409 (5,3%) становника више него 2000. године.
| Група             | 2000.         | 2010.         |
| Белци             | 5.141 (67,0%) | 4.797 (59,4%) |
| Афроамериканци    | 1.594 (20,8%) | 1.744 (21,6%) |
| Азијати           | 199 (2,6%)    | 403 (5,0%)    |
| Хиспаноамериканци | 587 (7,7%)    | 894 (11,1%)   |
| Укупно            | 7.669         | 8.078         |